# Bryan Bickell
Bryan Bickell (* 9. März 1986 in Orono, Ontario) ist ein ehemaliger kanadischer Eishockeyspieler. Der linke Flügelstürmer absolvierte von 2007 bis 2017 über 450 Spiele in der National Hockey League, den Großteil davon für die Chicago Blackhawks, mit denen er drei Mal den Stanley Cup gewann. Im Alter von 31 Jahren beendete er seine aktive Karriere im Anschluss an die Spielzeit 2016/17, nachdem bei ihm im November 2016 Multiple Sklerose diagnostiziert worden war.

## Karriere
Bryan Bickell begann seine Karriere als Eishockeyspieler in der kanadischen Top-Juniorenliga Ontario Hockey League, in der er von 2002 bis 2006 für die Ottawa 67’s und Windsor Spitfires aktiv war. In diesem Zeitraum wurde er im NHL Entry Draft 2004 in der zweiten Runde als insgesamt 41. Spieler von den Chicago Blackhawks ausgewählt.
Für die Blackhawks gab er in der Saison 2006/07 sein Debüt in der National Hockey League gab, wobei er in drei Spielen zwei Tore erzielte. Den Rest der Spielzeit verbrachte der Angreifer bei deren damaligen Farmteam aus der American Hockey League (AHL), den Norfolk Admirals. In der Saison 2007/08 stand der Rechtsschütze vier weitere Male für die Blackhawks in der NHL auf dem Eis, ihm gelang jedoch kein Scorerpunkt. In der restliche Saison lief er ebenso wie in der folgenden Spielzeit für deren neues AHL-Farmteam, die Rockford IceHogs, auf.
Auch die Saison 2009/10 verbrachte Bickell überwiegend bei den Rockford IceHogs, doch kam er auch zu 20 Einsätzen für die Chicago Blackhawks in der NHL und erzielte fünf Punkte. In der Saison 2010/11 schaffte er den endgültigen Sprung in den NHL-Kader der Blackhawks.
Im Juni 2016 wurde Bickell samt Teuvo Teräväinen an die Carolina Hurricanes abgegeben, die im Gegenzug ein Zweitrunden-Wahlrecht für den NHL Entry Draft 2016 sowie ein Drittrunden-Wahlrecht für den NHL Entry Draft 2017 nach Chicago schickten.
Kurz nach Beginn der neuen Saison in Carolina wurde bei Bickell im November 2016 Multiple Sklerose diagnostiziert. Er nahm daraufhin eine Auszeit vom Sport, kehrte allerdings zum Ende der Saison erst in die AHL, zu den Charlotte Checkers, sowie wenig später für zwei letzte NHL-Spiele zu den Hurricanes zurück. Im Anschluss an die Spielzeit 2016/17 gab der Angreifer das Ende seiner aktiven Karriere bekannt.

## Erfolge und Auszeichnungen
- 2004 CHL Top Prospects Game
- 2010 Stanley-Cup-Gewinn mit den Chicago Blackhawks
- 2013 Stanley-Cup-Gewinn mit den Chicago Blackhawks
- 2015 Stanley-Cup-Gewinn mit den Chicago Blackhawks

## Karrierestatistik
(Legende zur Spielerstatistik: Sp oder GP = absolvierte Spiele; T oder G = erzielte Tore; V oder A = erzielte Assists; Pkt oder Pts = erzielte Scorerpunkte; SM oder PIM = erhaltene Strafminuten; +/− = Plus/Minus-Bilanz; PP = erzielte Überzahltore; SH = erzielte Unterzahltore; GW = erzielte Siegtore; 1 Play-downs/Relegation; Kursiv: Statistik nicht vollständig)

## Persönliches
Bickell ist verheiratet und Vater zweier Töchter.